# Các địa danh của Vương quốc cổ Saba, Marib
Các địa danh của Vương quốc cổ Saba, Marib (tiếng Ả Rập: معالم مملكة سبأ القديمة, đã Latinh hoá: maʿālim mamlaka Sabaʿa al-Qadīma) là một di sản thế giới được UNESCO công nhận bao gồm 7 địa điểm khảo cổ nối tiếp nhau ở tỉnh Marib, miền trung đông Yemen. Nó được đưa vào danh sách di sản thế giới từ ngày 25 tháng 1 năm 2023 vì là minh chứng cho vương quốc Saba cổ đại thuộc nhóm dân tộc Nam Ả Rập cổ. Đồng thời, di sản này cũng ngay lập tức bị liệt vào danh sách di sản thế giới bị đe dọa do các mối đe dọa bởi cuộc Nội chiến Yemen.

## Mô tả
Các địa danh của Vương quốc cổ đại Saba đại diện cho một giai đoạn lịch sử ở phía Nam bán đảo Ả Rập từ thiên niên kỷ thứ 1 TCN cho đến khi Hồi giáo đến khu vực này vào khoảng năm 630, khi các vương quốc Yemen cổ đại phát triển trong môi trường khắc nghiệt và khô cằn của Bán đảo Ả Rập và phát triển mạnh mẽ nhờ hoạt động buôn bán trên Con đường hương liệu nối Nam Ả Rập với Địa Trung Hải từ khoảng thế kỷ thứ 8 TCN đến thế kỷ thứ 3, trước khi người Himyar chế ngự.
Nằm tại tỉnh Marib ở miền trung đông Yemen, bảy địa điểm khảo cổ phản ánh sự giàu có của Vương quốc Saba nhờ sự kiểm soát của việc buôn bán hương liệu ở Nam Ả Rập qua những thành tựu kiến trúc, thẩm mỹ và công nghệ của nó minh chứng cho một xã hội rất phức tạp được quản lý và tổ chức tốt qua các bằng chứng là nhiều dòng chữ lịch sử trên tường.
Văn hóa và sự giàu có của người Saba được thể hiện rõ ràng tại hai thành phố Marib và Sirwah, các đền thờ và hệ thống tưới tiêu rộng khắp. Thủ đô Marib có tường bao quanh, từng là trung tâm hành chính, văn hóa và kinh tế của Vương quốc Saba, trong khi thành phố Sirwah cách đó khoảng 40 km về phía tây có thể đã đóng vai trò là thủ đô quân sự của vương quốc. Kiến thức công nghệ trong lĩnh vực kỹ thuật thủy văn đã cho phép người Saba tạo ra đập Marib, nơi cung cấp nước cho hệ thống tưới tiêu cải tiến của các kênh đào. Điều này cho phép họ canh tác trên một vùng lãnh thổ rộng lớn trải dài về phía bắc và phía nam Marib, khiến nó được coi là ốc đảo nhân tạo lớn nhất Ả Rập cổ đại.
Dưới đây là các thành phần của Di sản thế giới được UNESCO công nhận:
| Tên                                            | Hình ảnh | Số hiệu UNESCO        | Vị trí        | Toạ độ                                              |
| ---------------------------------------------- | -------- | --------------------- | ------------- | --------------------------------------------------- |
| Thành phố cổ đại Marib                         |          | 1700-001              | Marib         | 15°25′36,76″B 45°20′6,82″Đ / 15,41667°B 45,33333°Đ  |
| Đền Awam                                       |          | 1700-002              | Marib         | 15°24′15,91″B 45°21′21,04″Đ / 15,4°B 45,35°Đ        |
| Đền Barran                                     |          | 1700-003              | Marib         | 15°25′11,56″B 45°20′35,24″Đ / 15,41667°B 45,33333°Đ |
| Đập Marib: Bờ Bắc, Bờ Nam, và Đập của Jufaynah |          | 1700-004 tới 1700-006 | Marib         | 15°23′51,24″B 45°16′7,51″Đ / 15,38333°B 45,26667°Đ  |
| Thành phố cổ đại Sirwah                        |          | 1700-007              | Serwah, Marib | 15°27′6,4″B 45°1′5,22″Đ / 15,45°B 45,01667°Đ        |